# Leptochilus pulcher
Leptochilus pulcher är en stekelart som beskrevs av Gusenleitner 1995. Leptochilus pulcher ingår i släktet Leptochilus och familjen Eumenidae. Inga underarter finns listade i Catalogue of Life.